# Бафф Фарров
Бафф Фарров (англ. Buff Farrow; нар. 28 травня 1967) — колишній американський тенісист.
Найвищу одиночну позицію світового рейтингу — 224 місце досяг 9 липня 1990, парну — 294 місце — 12 вересня 1988 року.
Найвищим досягненням на турнірах Великого шолома було 2 коло в парному розряді.

## Титули на челленджерах

### Парний розряд: (1)
| Ранг | Рік  | Турнір     | Покриття | Партнер      | Суперники                    | Рахунок  |
| ---- | ---- | ---------- | -------- | ------------ | ---------------------------- | -------- |
| 1.   | 1988 | Сіетл, США | Тверде   | Джим Гарфейн | Патрік Гелбрайт Браян Герроу | 6–1, 6–4 |